# New England Woman Suffrage Association

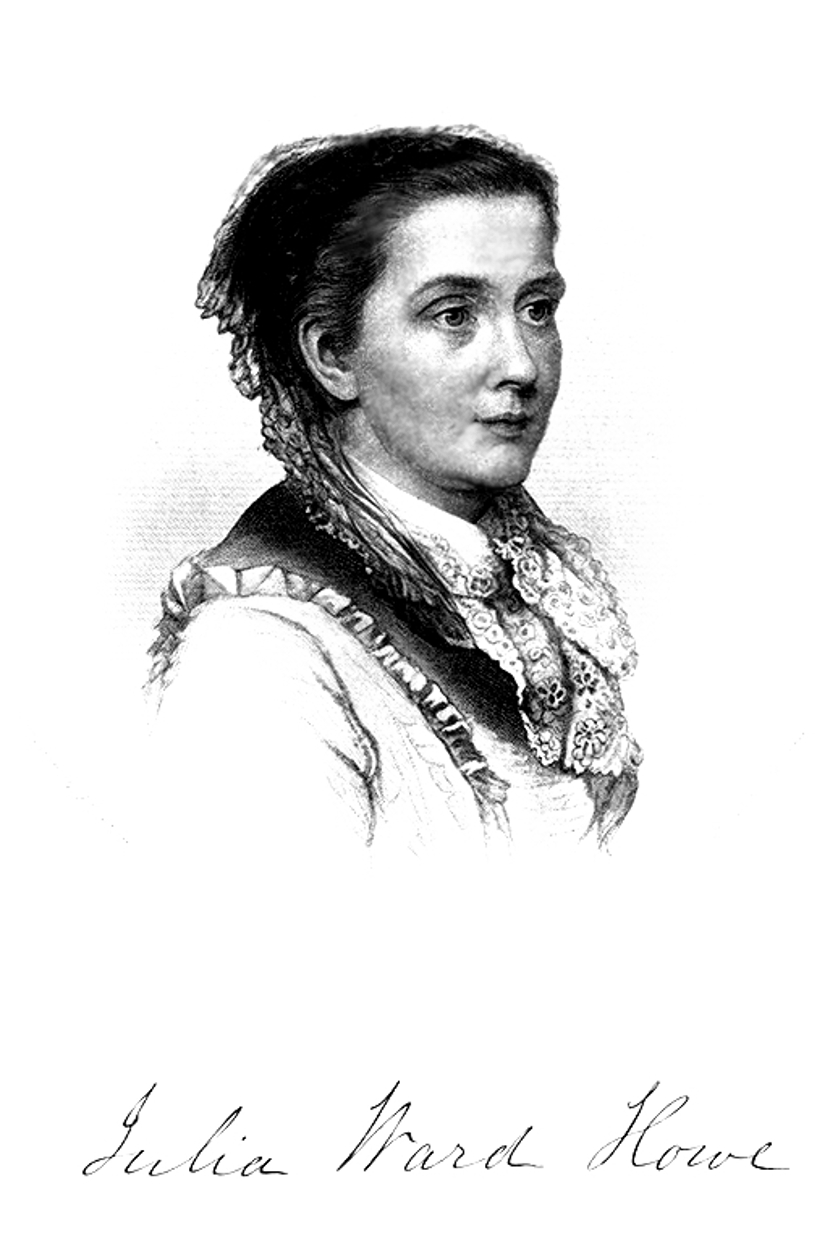
Julia Ward Howe, première présidente de la New England Woman Suffrage Association.

La New England Woman Suffrage Association (NEWSA) est une organisation américaine fondée en 1868 et qui milite pour le droit de vote des femmes, se désintéressant des autres combats pour les droits des femmes. Ses principales meneuses sont Julia Ward Howe, Olympia Brown, sa première présidente, et Lucy Stone, qui prend sa suite à la présidence.

## Historique

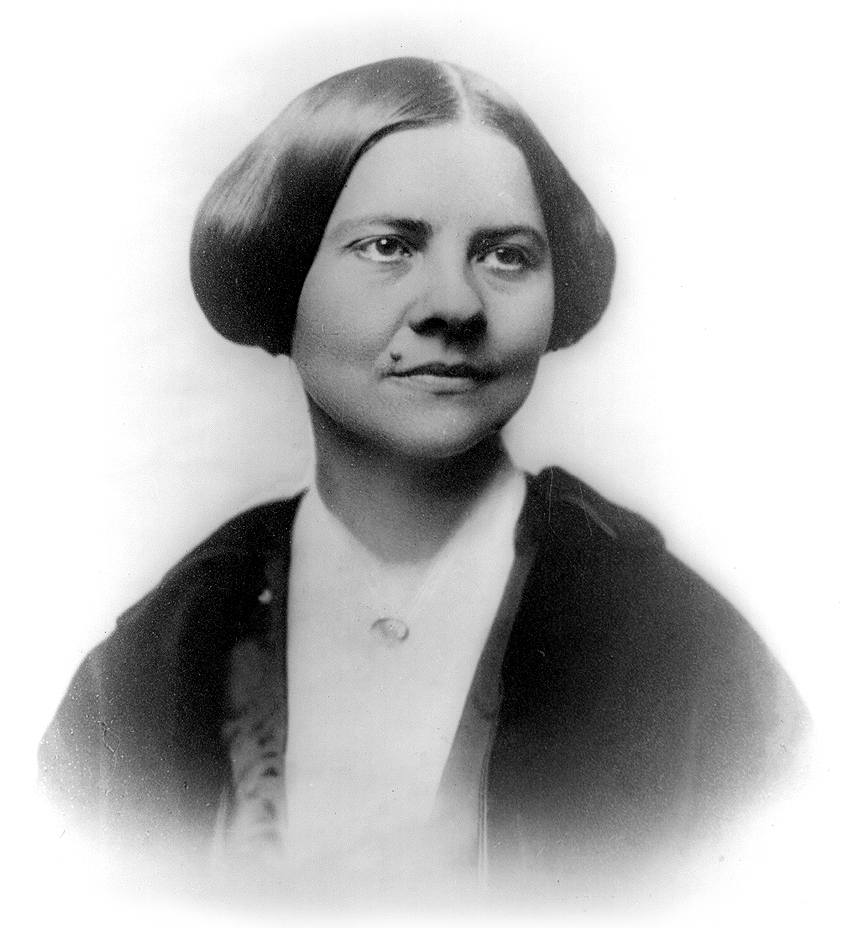
Lucy Stone, présidente de la NEWSA, ici entre 1840 et 1860

### Contexte
La New England Woman Suffrage Association voit le jour alors que des désaccords apparaissent au sein du mouvement pour les droits des femmes, ainsi qu'entre une partie de celui-ci et le mouvement abolitionniste. Au cœur du désaccord : l'ordre dans lequel doivent intervenir l'émancipation des hommes afro-américains et celle des femmes. Les fondateurs de la New England Woman Suffrage Association adoptent le principe d'un premier combat pour le droit de vote des hommes noirs – jugé plus mobilisateur – auquel succéderait un second combat pour le suffrage des femmes, s'affirmant ainsi proche du Parti républicain, tandis que Susan B. Anthony et Elisabeth Cady Stanton exigent que le droit de vote soit donné de manière concomitante aux hommes afro-américains et aux femmes – il s'agit donc de mettre en place, d'emblée, le suffrage universel. Les deux militantes reprochent ainsi au Parti républicain le XVe amendement, alors en discussion au Congrès, qui consacre uniquement le droit de vote des Afro-américains.

### Convention fondatrice
La New England Woman Suffrage Association est fondée le 19 novembre 1868, le second et dernier jour d'une convention régionale sur les droits des femmes, qui se déroule à Boston (Massachusetts), où l'association prend par la suite ses quartiers,. La NEWSA est la première organisation politique d'importance à avoir pour but le suffrage des femmes. Elle s'est constituée à partir de mouvements régionaux, plusieurs mois avant la création de deux organisations nationales, la National Woman Suffrage Association et l'American Woman Suffrage Association. Le NEWSA a joué un rôle clé dans la formation de ces derniers et leurs dirigeants lui sont partiellement communs.
À l'inverse de Susan B. Anthony et Elisabeth Cady Stanton, les planificateurs de la convention de la NEWSA essayent d'obtenir le soutien du Parti républicain : plusieurs élus de premier plan, parmi lesquels un sénateur du Massachusetts, assistent à cette convention fondatrice. À cette occasion, Francis Bird, l'un des plus puissants politiciens républicains de l'État, affirme : « Le droit de vote des Noirs, qui est une question primordiale, devra être obtenu avant que le droit de vote des femmes puisse recevoir l'attention qu'il mérite,. »
À mesure que le passage du XVe amendement au Congrès apparaît comme certain, Lucy Stone, future présidente de l'association, fait part de sa préférence pour le droit de vote simultané des Noirs et des femmes, c'est-à-dire le suffrage universel. Malgré l'opposition, au sein même de la NEWSA, de Frederick Douglass, William Lloyd Garrison et Frances Harper, elle parvient à faire voter une résolution en ce sens. Deux mois plus tard, toutefois, alors que le XVe amendement est mis en danger au Congrès, Lucy Stone se dédit et déclare que « la femme doit attendre le Noir »,.

### Activité
L'association est active jusqu'en 1920, lorsque le XIXe amendement de la Constitution des États-Unis garantit l'égalité des sexes sur le plan électoral.